# Paralepetopsis rosemariae
Paralepetopsis rosemariae is een slakkensoort uit de familie van de Neolepetopsidae. De wetenschappelijke naam van de soort is voor het eerst geldig gepubliceerd in 1996 door Beck.